# Anton Alois Wolf

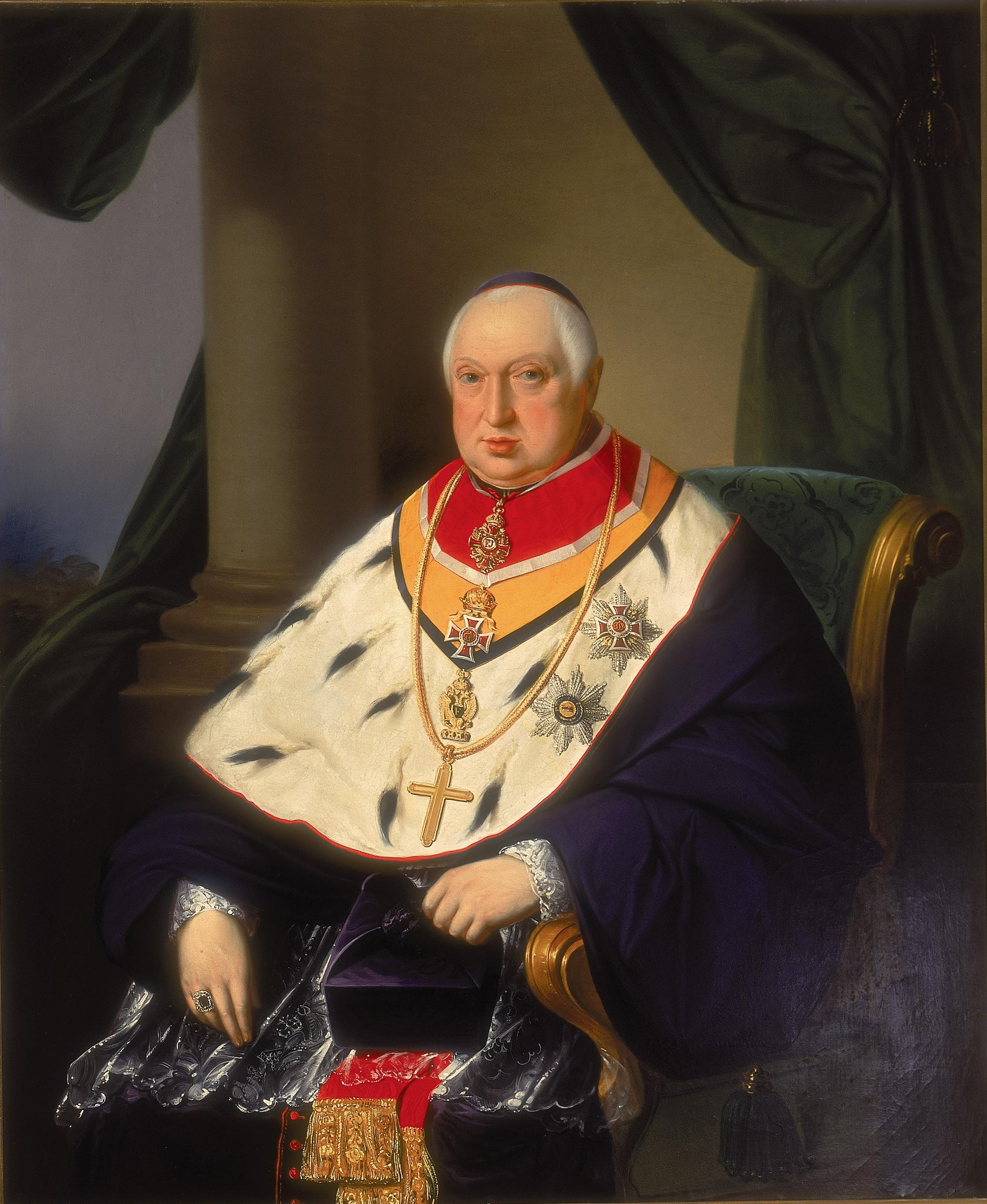
Porträt Anton Alois Wolfs von Mihael Stroj (1857)

Anton Alois Wolf (slowenisch Anton Alojzij Wolf; * 14. Juni 1782 in Idria (Idrija) im zu Österreich-Ungarn gehörenden Herzogtum Krain, heute Slowenien; † 7. Februar 1859 in Laibach (heute Ljubljana)) war ein slowenischer Bischof der römisch-katholischen Kirche. Er wurde auch durch sein politisches Wirken in zahlreichen Ämtern und durch die Förderung der slowenischen Sprache bekannt. In Ljubljana ist die Wolfova Ulica (Wolfgasse) im Nordosten des Kongressplatzes nach Anton Alois Wolf benannt.

## Leben
Anton Alois Wolf, Sohn eines Inspektors beim Bergamt, besuchte das Gymnasium in Idria und anschließend das Liceum in Laibach, wo er bis 1803 Theologie und Philosophie studierte und seit 1810 Philosophie lehrte. Am 2. September 1804 empfing er die Diakonweihe und am 15. Dezember 1804 die Priesterweihe. Anschließend wirkte er als Prediger am Dom St. Nikolaus in Laibach und seit 1806 in Idria. 1815 wurde er oberster Schulaufseher der Diözese. Am 27. Februar 1824 wurde er durch den Kaiser zum Bischof von Laibach ernannt und am 12. Juli 1824 durch den Apostolischen Stuhl bestätigt. Am 2. Oktober 1824 weihte Joseph Walland, Erzbischof von Görz, ihn zum Bischof. Mitkonsekratoren waren Ivan Antun Sintić, Bischof von Krk, und Emmanuele Lodi OP, Bischof von Udine. Zwei Jahre später wurde ihm der Fürstentitel verliehen. 1826 wurde er zum Beisitzer der Steuerregulierungsprovinzialkommission, 1835 wurde er in den ständischen Ausschuss des Landtages gewählt.
Wolf förderte Bau und Instandsetzung von kirchlichen Gebäuden, die Erweiterung der Bibliothek, die Vermehrung der Priesterstellen und das Armenwesen. Er wandte sich gegen nationalistische Exzesse slowenischer Prediger. 1849 wurde er zum Ehrenbürger von Laibach ernannt. 1844 erhielt er die Würde eines geheimen Rates.
Wolf machte sich auch durch die Förderung des deutsch-slowenischen Lexikons von Matej Cigale und die Finanzierung des Drucks (1855) durch 80.000 Lire sowie die Unterstützung einer verbesserten Übersetzung des Neuen Testaments ins Slowenische verdient.
Er wurde im Laibacher Dom St. Nikolaus beigesetzt.